# Хондзё-Адзумабаси (станция)
Станция Хондзё-Адзумабаси (яп. 本所吾妻橋駅 хондзё адзумабаси эки) — железнодорожная станция на линии Асакуса, расположенная в специальном районе Сумида в Токио. Станция обозначена номером A-19. Станция была открыта 4 декабря 1960 года.

## Планировка станции
Две платформы бокового типа и два пути.
| 1 | ○ Линия Асакуса | Нихонбаси, Сэнгакудзи, Ниси-Магомэ, Аэропорт Ханэда, Мисакигути |
| 2 | ■ Линия Асакуса | Осиагэ, Аэропорт Нарита, Инба-Нихон-Идай, Сибаяма-Тиёда         |

## Близлежащие станции
| «              |  | Линия         |  | »             |
| -------------- |  | ------------- |  | ------------- |
| Асакуса (A-18) |  | Линия Асакуса |  | Осиагэ (A-20) |